# クロハラサケイ

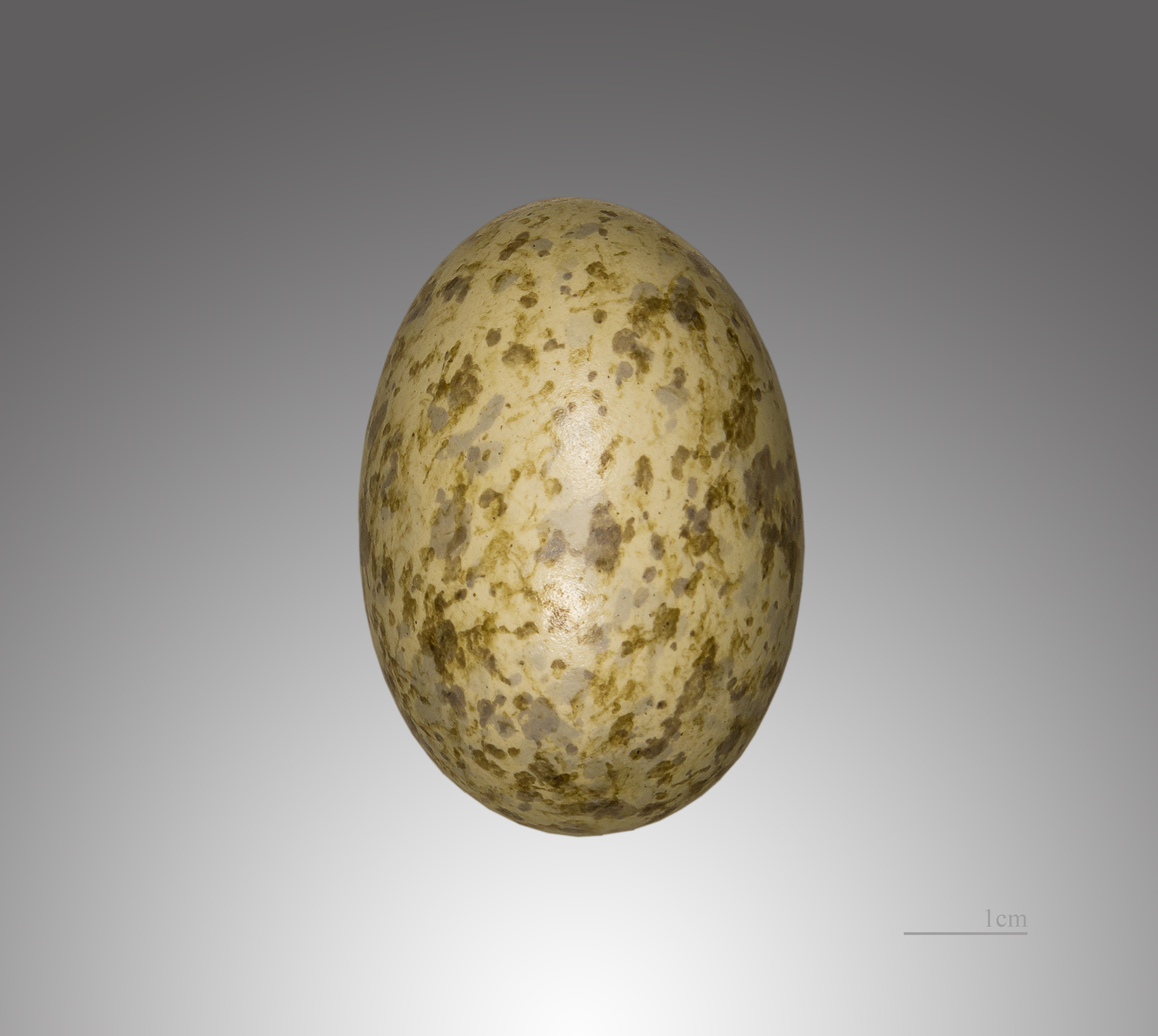
Pterocles orientalis

クロハラサケイ（黒腹沙鶏、学名：Pterocles orientalis）は、サケイ科に分類される鳥類の一種。

## 形態
全長33～39cm。